# یواس‌اس باسل (دی‌دی-۸۴۵)
یواس‌اس باسل (دی‌دی-۸۴۵) (به انگلیسی: USS Bausell (DD-845)) یک کشتی بود که طول آن 390&nbsp;ft 6&nbsp;in (119&nbsp;m) (overall) بود. این کشتی در سال ۱۹۴۵ ساخته شد.